# Hakojärvi (sjö i Alavo, Södra Österbotten)
Hakojärvi är en sjö i kommunen Alavo i landskapet Södra Österbotten i Finland. Sjön ligger 131,6 meter över havet. Den är 3,7 meter djup. Arean är 72 hektar och strandlinjen är 9,73 kilometer lång. Sjön  ingår i Lappo å huvudavrinningsområde.   Den ligger omkring 56 kilometer öster om Seinäjoki och omkring 280 kilometer norr om Helsingfors. 
I sjön finns öarna Verkkosaari, Pönkäsaari och Nälkäsaari. 